# Umoja Gibson
Umoja Gibson (Waco, Texas; 4 de julio de 1998) es un baloncestista estadounidense que pertenece a la plantilla del KK Spartak Subotica de la Liga Serbia de Baloncesto. Con 1,85 metros de estatura, juega en la posición de base.

## Trayectoria deportiva

### Universidad
Es un jugador formado en la Waco University High School de su ciudad natal hasta 2017, cuando ingresa en la Universidad del Norte de Texas, situada en Denton, Texas, donde jugaría tres temporadas la NCAA con los North Texas Mean Green, desde 2017 a 2020.
En 2020, ingresa en la Universidad de Oklahoma, situada en la ciudad de Norman, Oklahoma, donde jugaría durante dos temporadas la NCAA con los Oklahoma Sooners, desde 2020 a 2023.
En la temporada 2022-23, disputaría su última temporada universitaria en la Universidad DePaúl, que se encuentra situada en Chicago, Illinois, donde jugaría durante la NCAA con los DePaul Blue Demons.

### Profesional
Tras no ser elegido en el Draft de la NBA de 2023, el 31 de julio firmó su primer contrato profesional en el BG Göttingen de la Basketball Bundesliga.
El 22 de octibre de 2024 fichó por el KK Spartak Subotica de la Liga Serbia de Baloncesto.